# Liste urartäischer Befestigungen

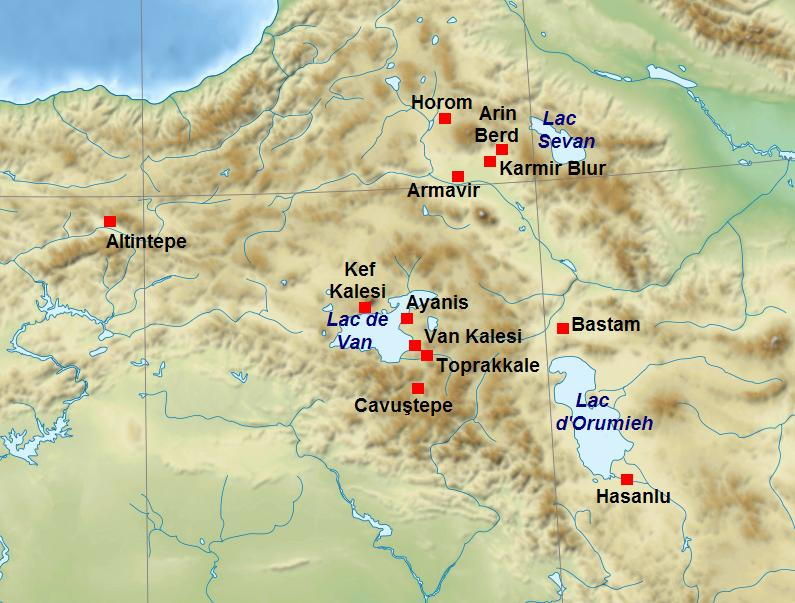
Karte mit einigen urartäischen Befestigungen im 8 und 7. Jahrhundert v. Chr.

Die urartäischen Befestigungen, benannt nach dem altorientalischen Reich Urartu, wurden vor allem von Kriegsgefangenen errichtet und dienten in Kriegszeiten als Zufluchtsort. Ihre Garnisonen waren vermutlich nur klein. Die Festungen waren auch religiöse Zentren und wurden als Vorratslager genutzt.
Die Fundamente der Festungen waren oft als Stufen in den nackten Fels gehauen (früher als Stufentempel fehl gedeutet). Man zog es offensichtlich vor, die Festungen auf jungfräulichem Gelände zu errichten, die Könige rühmen sich oft, die Wildnis gezähmt zu haben. Es gibt nur wenige Ausnahmen, wie Horom, das auf Siedlungsresten aus der Frühbronzezeit erbaut ist. Vielleicht wurden die Reste von Vorgängerbauwerken aber teilweise auch vor der Grundsteinlegung entfernt. Die Mauern aus standardisierten Lehmziegeln standen gewöhnlich auf einem Sockel aus Trockenmauerwerk, der ca. 1 m hoch war. Ihr Umriss war gewöhnlich rechteckig. Wichtige Gebäude hatten regelmäßige Quadermauern. Als Baumaterial verwendete man bevorzugt Basalt.
Im 8. Jahrhundert v. Chr. wiesen die Festungen abwechselnd kleine und große Bastionen auf, im 7. Jahrhundert v. Chr. ging man zu gleich großen Bastionen über.
Die Festungsstädte wurden als É.GAL (eigentlich Palast) bezeichnet.

## Liste
Wichtige Befestigungen befanden sich in:
| urartäischer Name                               | heutiger Name               | Lage                                              | Koordinaten                                 | Gründer                         | Ende                                                                        | Funktion                                                                    |
| ----------------------------------------------- | --------------------------- | ------------------------------------------------- | ------------------------------------------- | ------------------------------- | --------------------------------------------------------------------------- | --------------------------------------------------------------------------- |
| –                                               | Tsovak                      | Armenien, Sewansee, ehemaliges Arquqiuniu         | N 40° 10’ 55,1’’ E 45° 37’ 27,5’’ H 1974m   | –                               | Bis ins frühe Mittelalter weiter genutzt                                    | große Festung                                                               |
| –                                               | Kol Pal                     | Armenien, Sewansee, ehemaliges Arquqiuniu         | N 40° 09’ 29,2’’ E 45° 43’ 59,2’’ H 2032m   | –                               | –                                                                           | Große Festung                                                               |
| –                                               | Vardenik                    | Armenien, Sewansee, ehemaliges Arquqiuniu         | –                                           | –                               | –                                                                           | Große Festung                                                               |
| –                                               | Kra                         | Armenien, Sewansee, ehemaliges Ṭuliḫu             | –                                           | –                               | –                                                                           | Große Festung                                                               |
| dIM-I URU/Teišebai URU (Stadt des Wettergottes) | Tsovinar (Odzaberd)         | Armenien, Sewansee, ehemaliges Arquqiuniu         | N 40°10,354´ E 45°32,763´ H 1933 m          | Rusa I.                         | –                                                                           | É.GAL, vermutlich Provinzhauptstadt                                         |
| –                                               | Altıntepe                   | Türkei, bei Erzincan, oberer Euphrat              | –                                           | –                               | –                                                                           | Festung                                                                     |
| –                                               | Aramus                      | Armenien, Vorgebirge des Gegam                    | 40' 14' 54.4" N, 44' 39' 11.6" O, 1495 m NN | –                               | –                                                                           | –                                                                           |
| –                                               | Anzavurtepe                 | Türkei, Patnos/Ağrı nördl. Vansee                 | –                                           | –                               | –                                                                           | Festung                                                                     |
| –                                               | –                           | Armenien, Dovri                                   | –                                           | –                               | –                                                                           | Grenzbefestigung                                                            |
| –                                               | Darani                      | Armenien, Elar                                    | –                                           | Argišti I.                      | –                                                                           | Grenzbefestigung                                                            |
| –                                               | Haftavan III                | Iran, Urmia-See                                   | –                                           | –                               | –                                                                           | Toprakkale-Ware                                                             |
| –                                               | –                           | Armenien, Horom, Schirak-Ebene                    | –                                           | –                               | –                                                                           | Grenzbefestigung                                                            |
| –                                               | Kayalıdere                  | Türkei, oberes Murattal                           | –                                           | spätes 7. Jh.                   | –                                                                           | Festung mit Turmtempel                                                      |
| –                                               | Kecikiran Kalesi            | Türkei                                            | –                                           | ca. 800                         | –                                                                           | –                                                                           |
| –                                               | Korkut Kalesi               | Türkei                                            | –                                           | ca. 800                         | –                                                                           | –                                                                           |
| –                                               | Muradiye Kalesi             | Türkei                                            | –                                           | ca. 800                         | –                                                                           | –                                                                           |
| –                                               | Yukari                      | Türkei, Zivistan, südl. von Van                   | –                                           | –                               | Ispuini, um 820                                                             | am Ende der Regierungszeit von Rusa II. zerstört, vielleicht durch Erdbeben |
| –                                               | Anzav Kalesi                | Türkei, Aşağı, nördl. Van-Ebene zw. Van und Ercek | –                                           | Ispuini                         | am Ende der Regierungszeit von Rusa II. zerstört, vielleicht durch Erdbeben | –                                                                           |
| Argištihinili, assyr. Argištiuna                | Armavir Blur und Davti Blur | Armenien, Ararat-Ebene                            | –                                           | Argišti I.                      | –                                                                           | –                                                                           |
| Arṣuniuini                                      | Körzüt                      | Türkei, Mündung des Bendimahi Çay in den Vansee   | –                                           | Menua                           | –                                                                           | Identifizierung nicht völlig gesichert                                      |
| Er(e)buni/Irpuni                                | Arin-berd                   | Armenien, südöstlicher Ortsrand von Eriwan        | –                                           | Argišti, 5. Regierungsjahr      | unter Rusa II. zugunsten von Teišebai-URU verlassen                         | É.GAL                                                                       |
| dḪaldiei URUKUR, Ziuqinui                       | Kef Kalesi                  | Türkei, Adilcevaz am nordwestl. Ufer Vansee       | –                                           | Rusa II.                        | –                                                                           | É.GAL                                                                       |
| dḪaldiei URUKUR                                 | Muradiye/Bekri              | Türkei, Mündung des Bendimahi Çay in den Vansee   | –                                           | Išpuini                         | –                                                                           | Identifizierung nicht völlig gesichert                                      |
| Libluini                                        | Seqindel                    | Iran, Iranisch-Aserbaidschan                      | –                                           | Sarduri II.                     | –                                                                           | –                                                                           |
| Minuaḫinili                                     | Taşburun                    | Türkei, Ararat-Ebene                              | –                                           | –                               | –                                                                           | –                                                                           |
| –                                               | Aragats                     | Norden der Ararat-Ebene                           | –                                           | –                               | –                                                                           | –                                                                           |
| dḪaldiei URUKUR                                 | oberhalb von Nor Bayezit    | Armenien, Westufer des Sevan-Sees                 |                                             | Rusa I.                         | ?                                                                           | Nicht ausgegraben. Absicherung der Provinz Ueliḫi                           |
| Rusa-i URU.TUR                                  | Bastam                      | Iran, Bezirk Khoy                                 | 38 min 51, 43 min 22                        | Rusa II.                        | durch die Meder zerstört?                                                   | É.GAL, Straßenbefestigung als Vorgängerbau im 8. Jh.                        |
| Rusaḫinili Eiduru-kai                           | Ağartı Kalesı               | Türkei, Ayanıs nordöstl. von Van                  | 38° 41′ 58″ N, 43° 11′ 54″ O                | Rusa II., 651 v. Chr. vollendet | am Ende der Regierungszeit von Rusa II. zerstört, vielleicht durch Erdbeben | É.GAL                                                                       |
| Rusaḫinili Qilbanikai                           | Toprakkale                  | Türkei, Van                                       | –                                           | Rusa II., nach Bastam erbaut    | gewaltsam zerstört                                                          | É.GAL                                                                       |
| Šarduriḫinili                                   | Çavuştepe                   | Türkei, südöstl. Vansee                           | 38° 21′ 11″ N, 43° 27′ 40″ O                | Šarduri II.                     | gewaltsam zerstört                                                          | É.GAL                                                                       |
| Šarduriḫurda                                    | Kız Kalesi?                 | Iran, Bezirk Khoy                                 | –                                           | –                               | –                                                                           | Ungesichert                                                                 |
| Teišebai URU                                    | Kamir blur                  | Armenien, nordwestl. Eriwan, Ufer des Hrazdan     | –                                           | Rusa II.                        | –                                                                           | É.GAL                                                                       |
| Tušpa/Turušpa                                   | Van Kalesı                  | Türkei, Van                                       | 38° 30′ 10″ N, 43° 20′ 20″ O                | Sarduri I.                      | –                                                                           | Hauptstadt seit dem 9. Jh                                                   |
| Uajaiš                                          | Qalʿeh Ismail Aǧa?          | Iran, Urmia-See                                   | –                                           | Menua und Išpuini               | –                                                                           | É.GAL, Größte Festung von Rusa I.                                           |
| -                                               | Taštepe                     | Iran, Solduz-Ebene, iranisch Aserbaidschan        | -                                           | Menua und Išpuini               | –                                                                           | Kleine Festung im Gebiet von Mešta                                          |